# Ana Alexander (Schauspielerin)
Ana Alexander, geboren als Ana Katarina Stojanović, serbisch-kyrillisch Ана Катарина Стојановић (* 1. Februar 1979 in Belgrad) ist eine serbisch-amerikanische Schauspielerin.

## Leben
Ana Alexanders Mutter, Mila Stojanović, war Geschäftsführerin für mehrere Import-/Export-Unternehmen und ihr Vater Zoran Stojanović war Vermessungsingenieur. Ihre Tante Seka Sablić ist ebenfalls Schauspielerin. Sie hat einen Bruder namens Nebojsa.
Alexander hatte Rollen in Fernsehserien wie zum Beispiel CSI: NY, Two and a Half Men, CSI: Miami und Schatten der Leidenschaft. Sie spielte 2011 die weibliche Hauptrolle in der US-Serie Chemistry. Außerdem war sie in Kurzfilmen wie zum Beispiel O2, No Second Thoughts, Will-Endowed oder Where the Heart Lies zu sehen.

## Filmografie (Auswahl)
- 2004: CSI: NY (Fernsehserie, eine Episode)
- 2004: Two and a Half Men (Fernsehserie, eine Episode)
- 2005: Glass Trap
- 2005: Out of Practice – Doktor, Single sucht … (Out of Practice, Fernsehserie, eine Episode)
- 2005: Sleeper Cell (Fernsehserie, eine Episode)
- 2006: CSI: Miami (Fernsehserie, 2 Episoden)
- 2007: Schatten der Leidenschaft (The Young and the Restless, Fernsehserie, eine Episode)
- 2008: Las Vegas (Fernsehserie, eine Episode)
- 2009: Die fast vergessene Welt (Land of the Lost, Kinofilm)
- 2011: Gigantic (Fernsehserie, eine Episode)
- 2011: Chemistry (Fernsehserie, 14 Episoden)
- 2012: The Exes (Fernsehserie, eine Episode)